# František Ženíšek
František Ženíšek (25. května 1849 Praha-Nové Město – 15. listopadu 1916 Praha) byl český malíř, kreslíř a pedagog. Vynikl jako portrétista, kreslíř a malíř historických a alegorických motivů i jako představitel monumentální malby při výzdobě Národního divadla. 

## Život

### Mládí a studium
Narodil se do rodiny bohatého pražského obchodníka Josefa Ženíška. Rodina bydlela v nárožním domě ve Štěpánské ulici, kde je umístěna pamětní deska. Již v mládí byl pokládán za talentovaného umělce. Studoval na reálném gymnáziu a bral soukromé hodiny malby u malíře historických výjevů Karla Javůrka.
Od roku 1863 studoval figurální malbu na Akademii výtvarných umění v Praze, jeho učiteli tam byli Eduard Engerth, Josef Trenkwald a Jan Swerts. V roce 1871 se stal členem Umělecké besedy a sdílel ateliér s Václavem Brožíkem. Podílel se na výzdobě schodiště Thunovského paláce. V roce 1875 odešel do Belgie, kde mu Jan Swerts zprostředkoval zakázku na nástěnné obrazy na radnici v Kortrijku. V následujících třech letech pracoval na kartónech výzdoby oken pro Votivní kostel ve Vídni společně s Josefem Tulkou a Maxmiliánem Pirnerem.

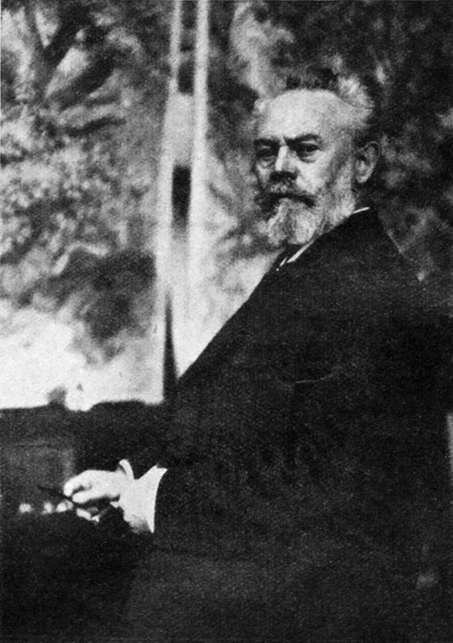
František Ženíšek na sklonku života

### Rodina
František Ženíšek se poprvé oženil 28. října 1873 v kostele sv. Mikuláše ve Vršovicích s Marií Otradovcovou z Otradovic. V té době již měli tříletého syna Julia (* 1870), k jehož otcovství se František po svatbě přihlásil. Roku 1876 František ovdověl a za dva roky se oženil podruhé. Za ženu si vzal sestru své zemřelé ženy Barboru Otradovcovou z Otradovic (1866–1910) a měl s ní tři dcery (Božena, Barbora, Ludmila) a dva syny Františka (* 1877) a Karla (* 1879). Syn František Ženíšek mladší (1877–1935) vystudoval pražskou akademii a stal se také malířem. Julius i Karel byli obchodníky.

### Malířem v Praze
V roce 1877 se vrátil do Prahy a zařídil si ateliér s Antonínem Chittussim. V roce 1878 získal stipendium na návštěvu Světové výstavy v Paříži. O rok později odjel na studijní cestu do Itálie s Mikolášem Alšem, když společně vyhráli soutěž na výzdobu Národního divadla. Ženíšek se svými pracemi stal známým malířem a vyhledávaným portrétistou. Významným objednavatelem byl jeho přítel Josef Šebestián Daubek, se kterým se seznámil v roce 1878 v Paříži. Na základě jeho pozvání pobýval a pracoval na zámcích v Litni a v Dolních Vlencích. Namaloval zde řadu historických obrazů. Daubek byl také objednavatelem obrazu Oldřich a Božena (1884), který se stal jedním z nejpopulárnějších Ženíškových děl a byl šířen v mnoha reprodukcích. V roce 1884 a 1885 Ženíšek doprovázel svého donátora na jeho svatební cestě, kde namaloval portrét novomanželů.

### Pedagogická činnost
V letech 1885–1896 působil jako profesor pro dekorativní malbu na Vysoké škole uměleckoprůmyslové v Praze. Jeho asistentem byl Jakub Schikaneder. 
Na UMPRUM k jeho žákům patřili Jaroslav Špillar, Jan František Gretsch, Jan Dědina, V. K. Budka, Karel Záhorský, 
či Arnošt Hofbauer.
Mezi lety 1896–1916 učil na Akademii výtvarných umění v Praze, kde založil vlastní ateliér figurální malby, který po něm roku 1917 převzal Jan Preisler. V letech 1903–1904 byl rektorem.
Během jeho pedagogického působení na Akademii v jeho ateliéru absolvovalo 60 malířů. Patřili mezi ně Bedřich Wachsmann, Viktor Stretti, Jan Köhler, František Kobliha, Cyril Gallat, Rudolf Bohuněk, Branko Radulović, František Horejc, Bohumír Číla, Jaroslav Rijaček, Otomar Rábl, František Urban, Karel Wolf, Jan Hoyer, V.K.Budka a částečně i syn František Ženíšek mladší. Asistenta a nástupce mu dělal Jan Preisler aj.
Ženíšek byl členem České akademie věd a umění.
František Ženíšek zemřel 15. listopadu 1916 a je pochován v rodinném hrobě na Olšanských hřbitovech (hřbitov IV, odd. 4, hrob 17). Na hrob byla v roce 1936 osazena busta Františka Ženíška od Ladislava Kofránka.

## Dílo
Patřil ke „Generaci českého Národního divadla“, zúčastnil se všech soutěží na jeho výzdobu společně s dalšími umělci, jako byli Mikoláš Aleš, Josef Václav Myslbek, Václav Brožík, Josef Tulka, Vojtěch Hynais, Julius Mařák, Adolf Liebscher. Jeho malířský styl byl ovlivněn novorenesancí. Byl vynikajícím kreslířem a malířem. Specializoval se na figurální scény. Maloval historické a alegorické výjevy, věnoval se také monumentální malbě. Jeho díla byla ceněna pro svou výtvarnou kvalitu a vysokou technickou úroveň.
V druhém kole soutěže z let 1877–1878 zvítězil Ženíšek společně s Mikolášem Alšem svými skicami na výzdobu foyer Národního divadla. Alšovy kartony s malbou akvarelem byly shledány pozoruhodnými kompozicemi, ale formálně nedokonale provedenými. Proto byl realizací pověřen Ženíšek a byla mu uhrazena studijní cesta do Itálie. Na velká pole stěn vytvořil obrazy Mýtus, Historie, Život lidský a Bohatýrský zpěv. Strop zdobí jeho triptych Úpadek, Vzkříšení a Zlatý věk umění. Na strop hlediště vytvořil osm ováných obrazů (olejomalby na plátně) s alegorickými postavami osmi múz: Epika, Lyrika, Tanec, Mimika, Hudba, Malířství, Sochařství a Architektura.
Ze třetí soutěže vyšel vítězně Ženíškův návrh na první oponu. Uprostřed vytvořil postavu letícího Genia s věncem slávy, doprovázenou alegoriemi Hudby a Dramatu, vše na průzračně modrém nebi a v dekorativním rámci. Malba na plátně, natažená na dřevěné desce opony, byla osazena roku 1880, ale shořela již v roce 1881, při požáru budovy Národního divadla.
Mezi jeho další významná díla patří návrhy na postavy českých svatých patronů, dalších světců a andělů pro vitráže do oken karlínského kostela svatého Cyrila a Metoděje, dekorativní rámce k nim navrhl Josef Mocker. Ženíšek měl pro týž kostel vytvořit také figurální malby na stěnách a klenbách, ale těch se po opakovaných urgencích zřekl. 
Dále namaloval dva lunetové obrazy v Panteonu Národního muzea: Libušino poselstvo u Přemysla Oráče a Sv. Metoděj před smrtí překládá Písmo svaté do staroslověnštiny. Jídelnu železničního vagonu císaře Františka Josefa I. vyzdobil na stropě třemi dekorativními scénami. V retabulu Kostela Neposkvrněného početí Panny Marie v Ostravě visí jeho obraz Neposkvrněné početí Panny Marie.
Po roce 1900 namaloval monumentální obraz Záhuba Adamitů, cyklus obrazů o svatém Janu Křtiteli a k opeře Prodaná nevěsta. Podílel se na výzdobě interiérů Obecního domu v Praze. Vytvořil kartony k nástěnným malbám v Grégrově sále a na stropě Smetanovy síně. 
Byl také vyhledávaným portrétistou. Namaloval kolem osmdesáti portrétů. Kromě členů rodiny a vlastní podobizny maloval své přátele (Josef Daubek) i známé osobnosti (Mikoláš Aleš, Josef Tulka, František Schmoranz aj.).

## Zajímavosti
- Slavný obraz Oldřich a Božena z roku 1884, ze sbírky Národní galerie, vystavený ve Veletržním paláci v Praze převedl rytec Bedřich Housa do známkové podoby; třicetičtyřkorunová poštovní známka s tímto obrazem vyhrála anketu o nejkrásnější českou známku roku 2009.
- Repliku obrazu Oldřich a Božena maloval jeho žák V. K. Budka neuvěřitelných deset let, podílel se na ní také František Ženíšek mladší, jak radami tak i štětcem, dokončena byla až po jeho smrti roku 1939[zdroj?].
- Ženíšek byl od roku 1866 členem Sokola a pro Památník vydaný na oslavu dvacetiletého trvání Sokola pražského v roce 1883 nakreslil portréty tří jeho vedoucích činitelů.[22]

## Galerie

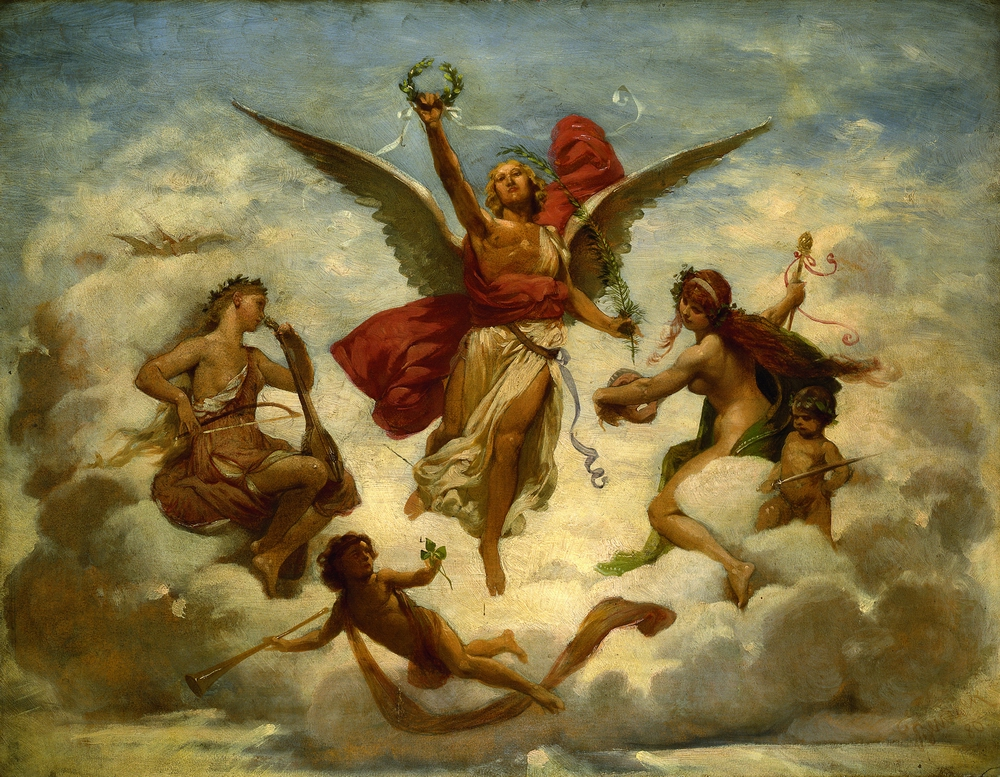
Střed první opony Národního divadla (1880)
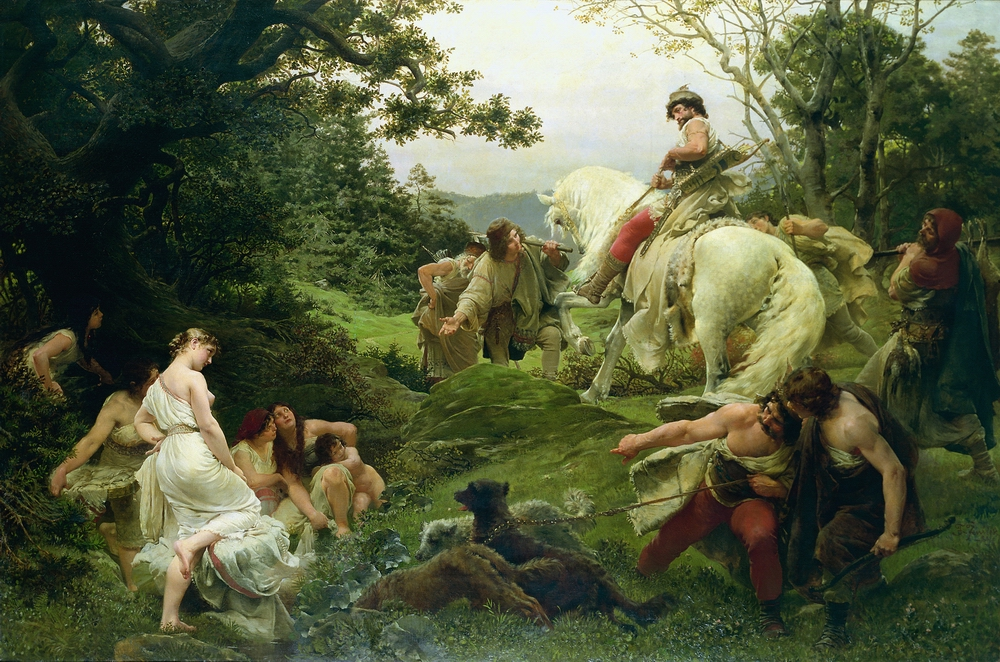
Oldřich a Božena (Národní galerie)
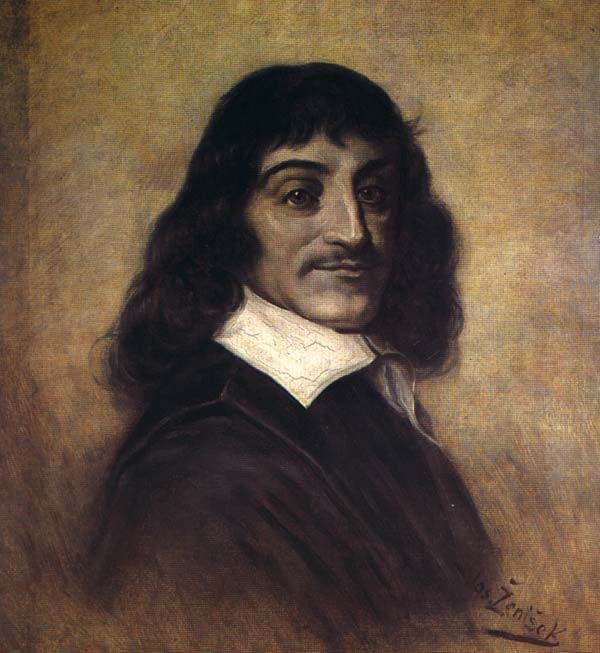
Portrét Reného Descarta
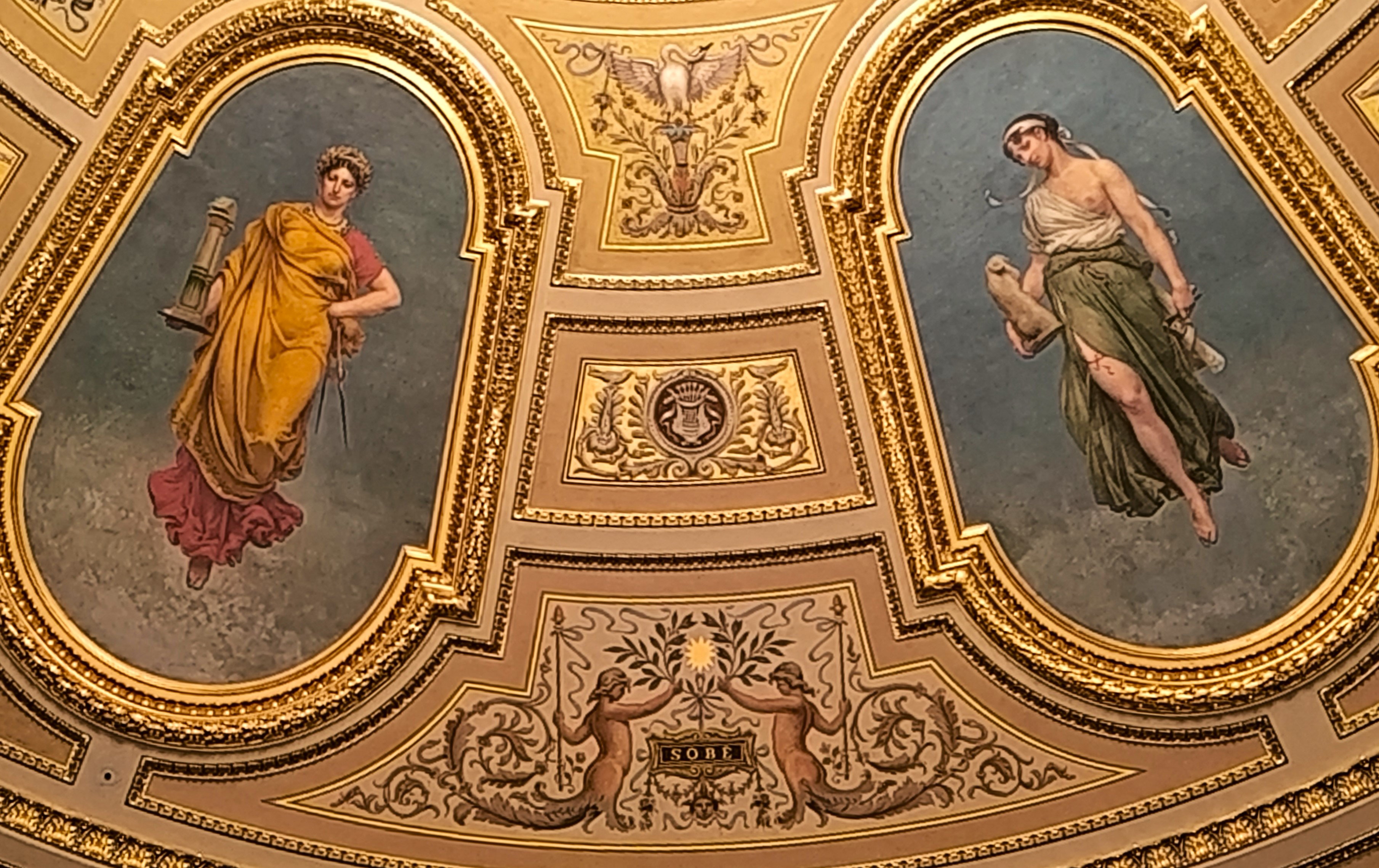
Alegorie Architektury a Sochařství
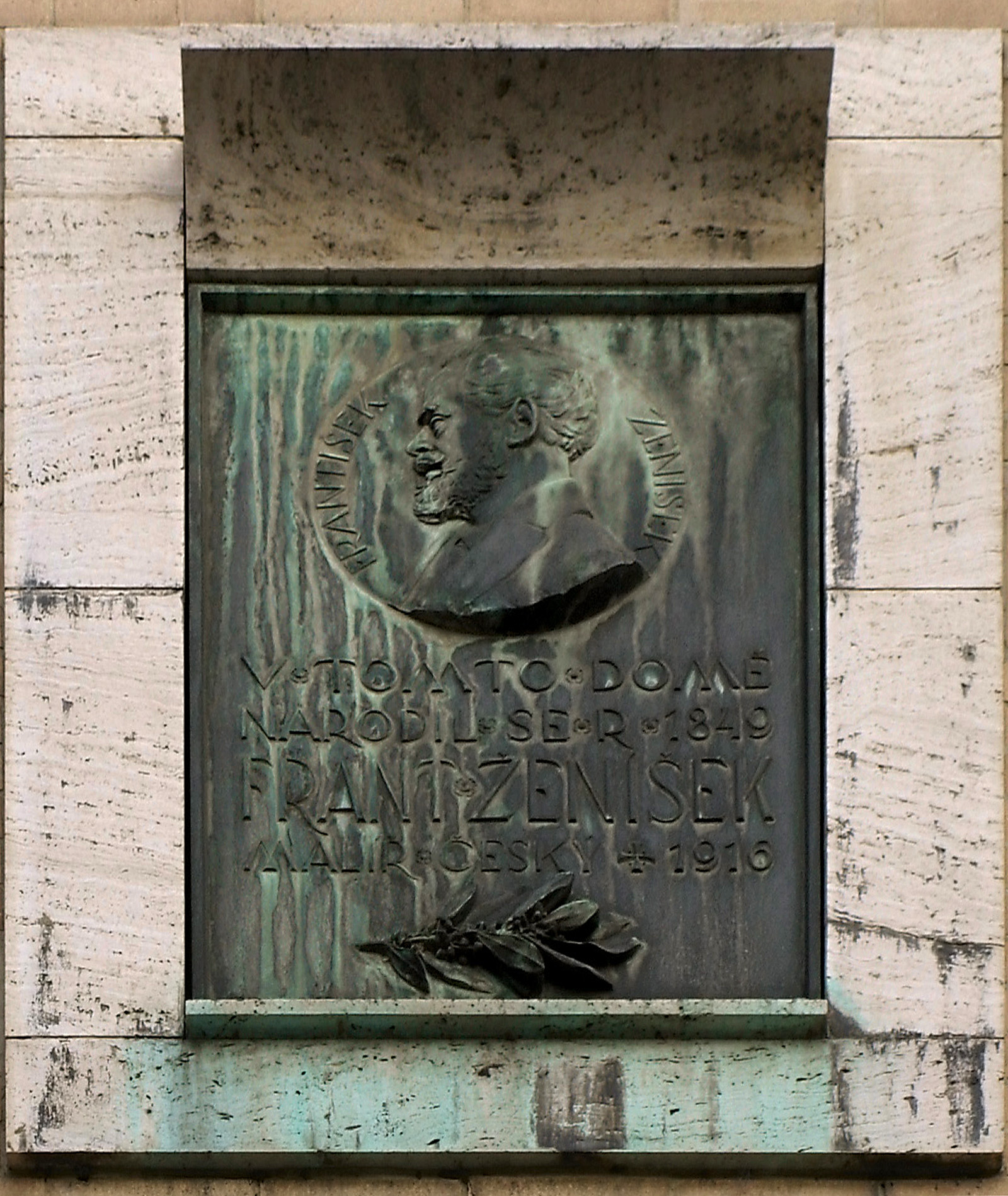
Pamětní deska na rodném domě
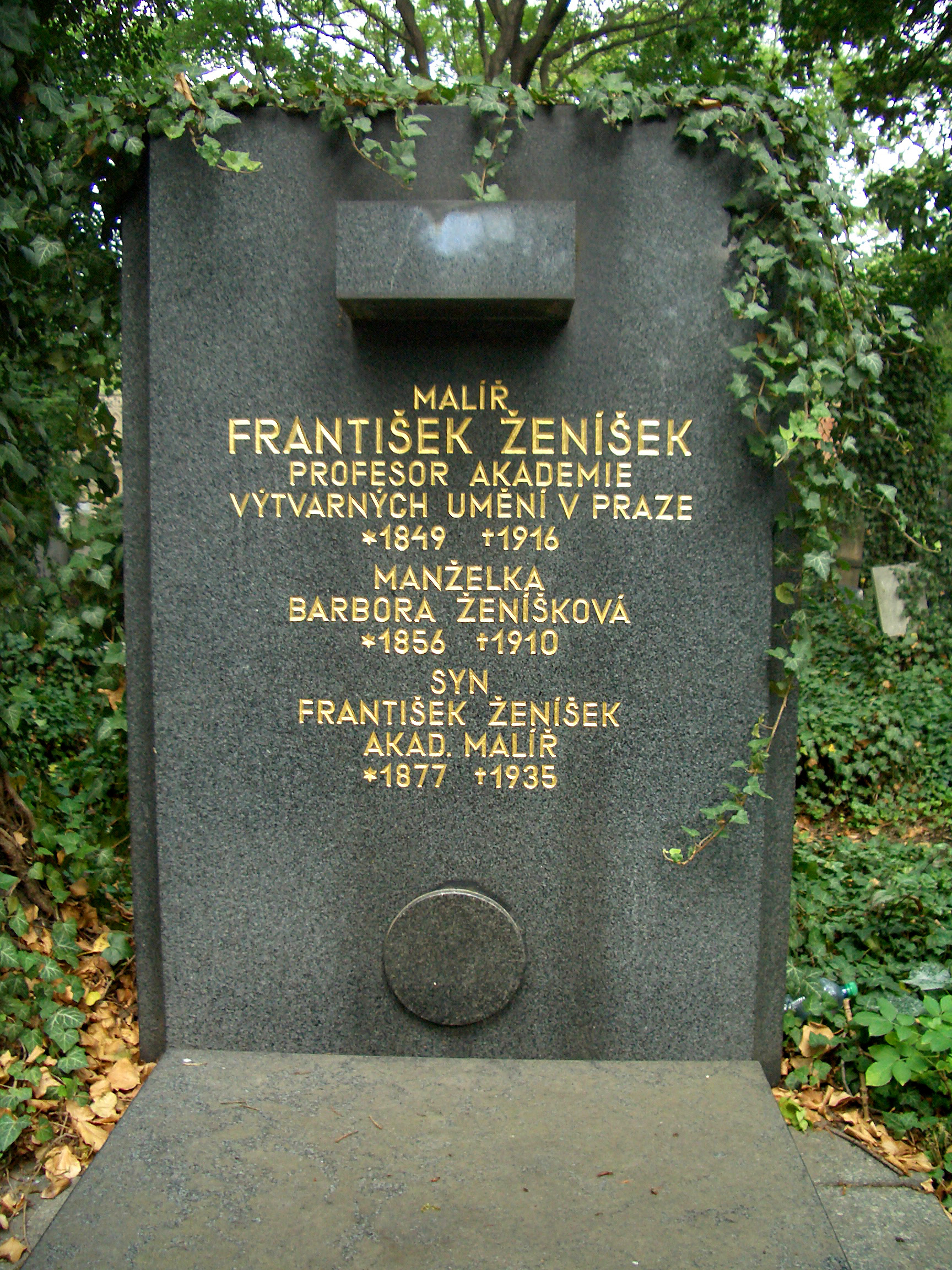
Hrob rodiny Ženíšků na pražských Olšanech
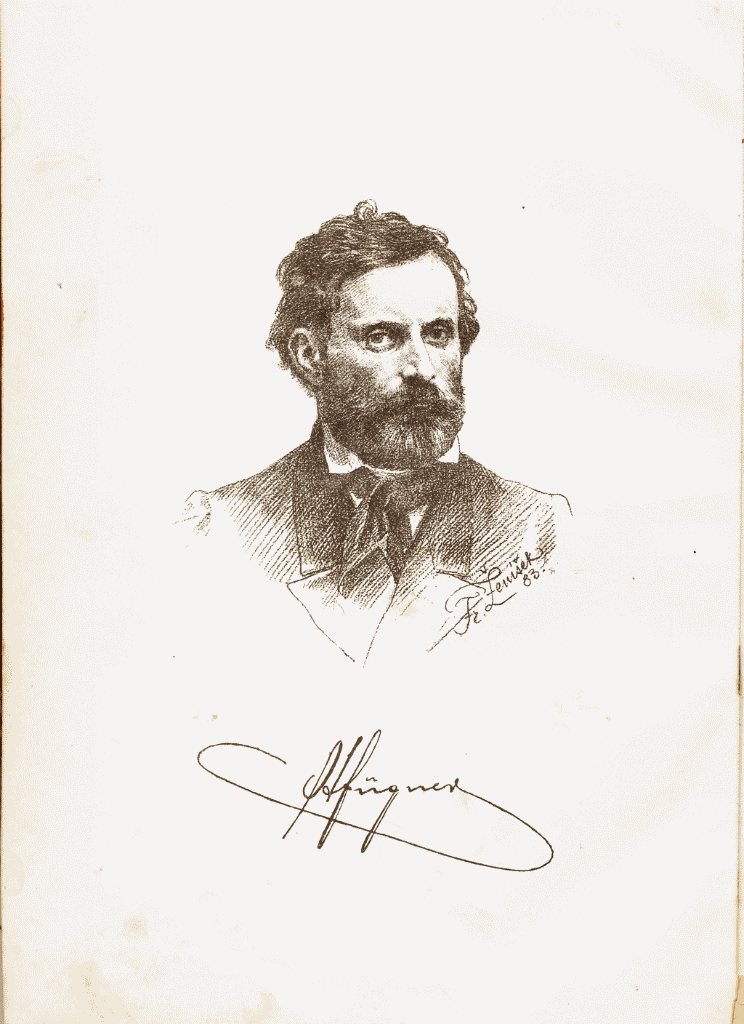
Portrét Jindřicha Fügnera v Památníku Sokola Pražského (1883)
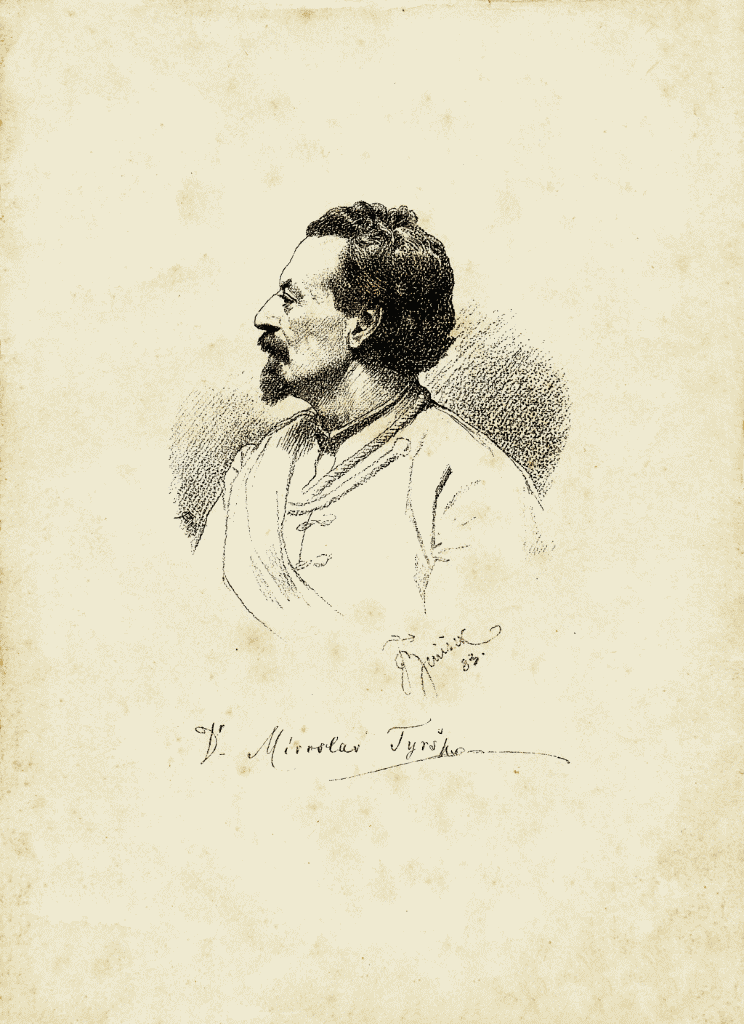
Portrét Miroslava Tyrše v Památníku Sokola Pražského (1883)
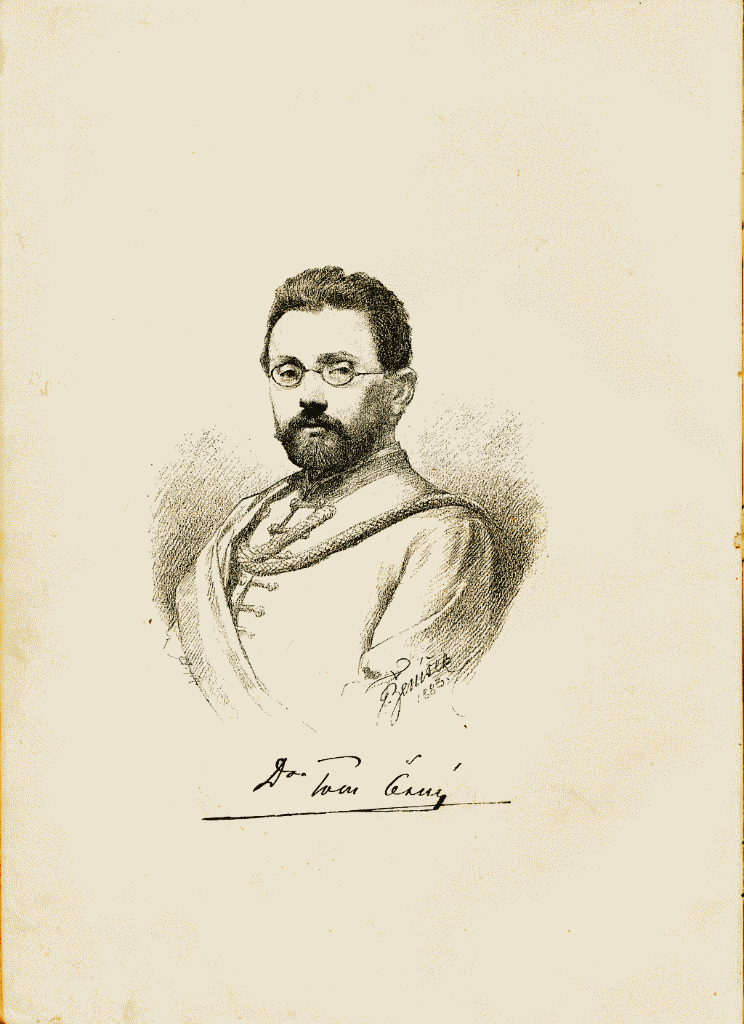
Portrét Tomáše Černého v Památníku Sokola Pražského (1883)
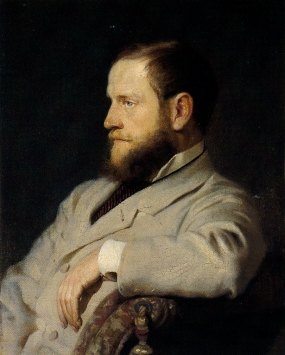
Josef Šebestián Daubek Ženíškův portrét mecenáše a přítele.